# Vstupní draft NHL 2016

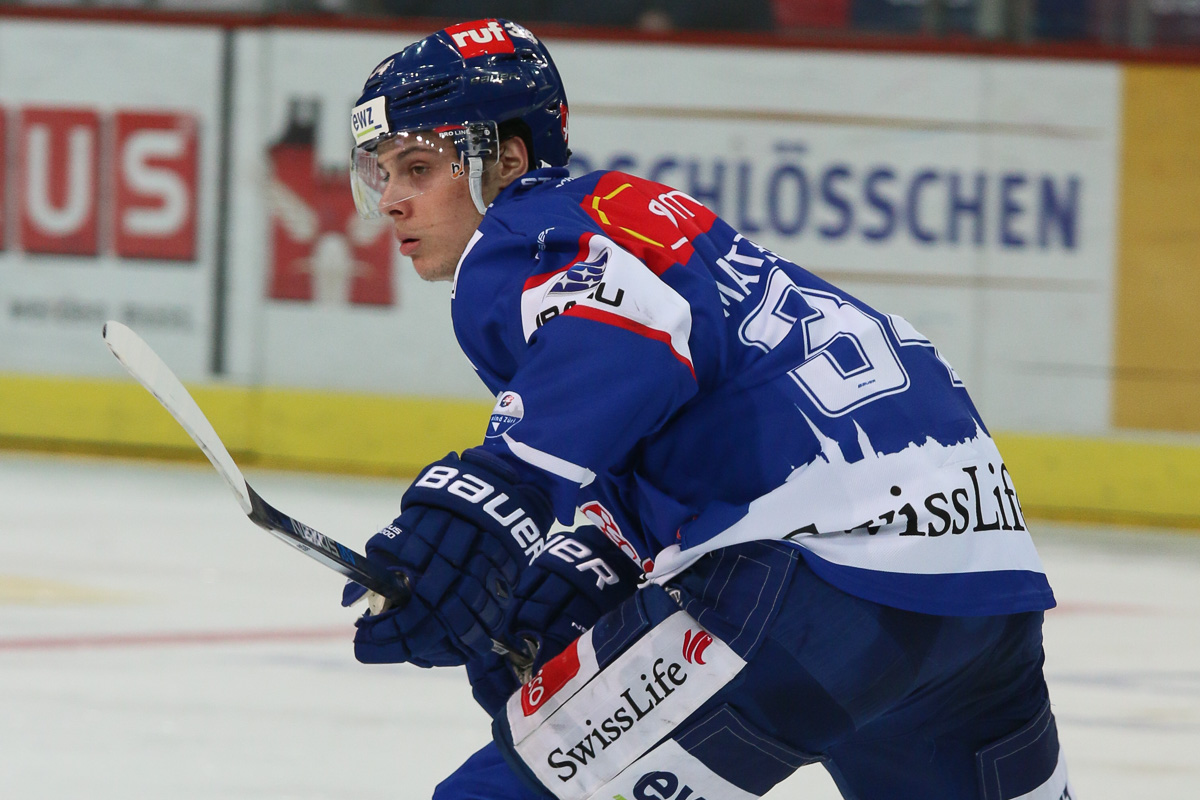
Jednička draftu Američan Auston Matthews

Vstupní draft NHL 2016 byl 54. vstupním draftem v historii NHL. Konal se od 24. června do 25. června 2016 ve First Niagara Center v Buffalu, ve státě New York, ve Spojených státech amerických (v domácí aréně Buffala Sabres). Buffalo hostilo vstupní draft potřetí, když se zde předchozí drafty konaly v roce 1991 a 1998.

## Věkové omezení
Nárok na výběr v draftu měli lední hokejisté narození v období od 1. ledna 1996 do 15. září 1998. Kromě toho, nedraftování hráči, kteří se narodili mimo Severní Ameriku v roce 1995, mohli být rovněž vybráni v draftu. Navíc hráči, kteří byli draftováni v roce 2014, ale nepodepsali do draftu žádnou profesionální smlouvu v NHL, a kteří se narodili po 30. červnu 1996, mohli být rovněž oprávnění být znovu draftováni.

## Loterie před draftem
Všech čtrnáct týmů, které se v sezóně NHL 2012/2013 neprobojovali do play-off o Stanley Cupu měly větší šanci získat první celkový výběr tohoto draftu. Počínaje sezónou 2014/2015 změnila NHL systémem, který byl použit v minulých letech. Podle nového systému se šance na výhru v loterii před draftem pro čtyři nejhorší týmy v lize snížily, zatímco šance pro ostatní nepostupující týmy do play-off se zvýšily. Počínaje tímto návrhem budou první tři výběry uděleny losováním. Šance na výhru druhého a třetího výběru se zvýší podle toho, který tým vyhrál předchozí losování. Loterie před draftem se konala dne 30. dubna 2016. Nejlépe z ní vyšlo Toronto Maple Leafs, které udrželo nejvyšší počáteční šance na první výběr, zatímco druhý v pořadí Winnipeg Jets a třetí Columbus Blue Jackets svá umístění v prognózách pro výběr vylepšili, když se posunuli ze šestého, respektive čtvrtého místa. V tomto procesu Edmonton Oilers a Vancouver Canucks klesli o dvě místa z druhé a třetí výběrové příčky na čtvrtou a pátou celkově, zatímco Calgary Flames kleslo z pátého na celkové šesté místo.
| Označuje mužstvo, které má možnost prvního výběru  |
| Označuje mužstvo, které má možnost druhého výběru  |
| Označuje mužstvo, které má možnost třetího výběru  |
| Označuje mužstvo, které má možnost čtvrtého výběru |

| Tým        | 1.    | 2.    | 3.     | 4.    | 5.    | 6.    | 7.     | 8.    | 9.    | 10.   | 11.   | 12.   | 13.   | 14.    |
| ---------- | ----- | ----- | ------ | ----- | ----- | ----- | ------ | ----- | ----- | ----- | ----- | ----- | ----- | ------ |
| Toronto    | 20,0% | 17,5% | 15,0%  | 47,5% |       |       |        |       |       |       |       |       |       |        |
| Edmonton   | 13,5% | 13,1% | 12,5 % | 35,2% | 25,8% |       |        |       |       |       |       |       |       |        |
| Vancouver  | 11,5% | 11,4% | 11,3%  | 14,2% | 37,8% | 13,8% |        |       |       |       |       |       |       |        |
| Columbus   | 9,5%  | 9,7%  | 9,8%   | 3,1%  | 27,3% | 33,2% | 7,4%   |       |       |       |       |       |       |        |
| Calgary    | 8,5%  | 8,8%  | 9,0%   |       | 9,1%  | 35,5% | 25,5 % | 3,7%  |       |       |       |       |       |        |
| Winnipeg   | 7,5%  | 7,8%  | 8,2%   |       |       | 17,5% | 39,3%  | 17,9% | 1,7%  |       |       |       |       |        |
| Arizona    | 6,5%  | 6,9%  | 7,2%   |       |       |       | 27,9%  | 39,1% | 11,7% | 0,8%  |       |       |       |        |
| Buffalo    | 6,0%  | 6,4%  | 6,8%   |       |       |       |        | 39,2% | 34,8% | 6,6%  | 0,3%  |       |       |        |
| Montreal   | 5,0%  | 5,4%  | 5,6%   |       |       |       |        |       | 51,8% | 28,6% | 3,4%  | 0,1%  |       |        |
| Colorado   | 3,5%  | 3,8%  | 4,2%   |       |       |       |        |       |       | 64,0% | 22,8% | 1,6%  | 0,02% |        |
| New Jersey | 3,0%  | 3,3%  | 3,6%   |       |       |       |        |       |       |       | 73,6% | 15,9% | 0,6%  | 0,003% |
| Ottawa     | 2,5%  | 2,7%  | 3,0 %  |       |       |       |        |       |       |       |       | 82,3% | 9,3%  | 0,1%   |
| Carolina   | 2,0%  | 2,2%  | 2,5%   |       |       |       |        |       |       |       |       |       | 90,1% | 3,2%   |
| Boston     | 1,0%  | 1,1%  | 1,3%   |       |       |       |        |       |       |       |       |       |       | 96,6%  |

## Největší naděje
Zdroj: Centrální úřad skautingu NHL (NHL Central Scouting Bureau) konečné pořadí (12. dubna 2016).
| Pořadí | Severoameričtí hráči v poli | Evropští hráči v poli |
| ------ | --------------------------- | --------------------- |
| 1.     | Pierre-Luc Dubois (LK)      | Auston Matthews (C)   |
| 2.     | Matthew Tkachuk (LK)        | Patrik Laine (PK)     |
| 3.     | Alexander Nylander (LK)     | Jesse Puljujärvi (PK) |
| 4.     | Jakob Chychrun (O)          | Rasmus Asplund (C)    |
| 5.     | Olli Juolevi (O)            | German Rubcov (C)     |
| 6.     | Charles McAvoy (O)          | Carl Grundström (PK)  |
| 7.     | Logan Brown (C)             | Jegor Korškov (PK)    |
| 8.     | Michail Sergačev (O)        | Filip Hronek (O)      |
| 9.     | Clayton Keller (C)          | Henrik Borgström (C)  |
| 10.    | Kieffer Bellows (LK)        | Linus Lindström (C)   |

| Pořadí | Severoameričtí brankáři | Evropští brankáři |
| ------ | ----------------------- | ----------------- |
| 1.     | Evan Fitzpatrick        | Filip Gustavsson  |
| 2.     | Carter Hart             | Daniel Marmenlind |
| 3.     | Tyler Parsons           | Veini Vehvilainen |

## Výběry v jednotlivých kolech
Výběr kol draftu:
- 1. kolo
- 2. kolo
- 3. kolo
- 4. kolo
- 5. kolo
- 6. kolo
- 7. kolo

### 1. kolo
| Výběr # | Hráč                    | Národnost | Tým NHL                                        | Z týmu                               |
| ------- | ----------------------- | --------- | ---------------------------------------------- | ------------------------------------ |
| 1.      | Auston Matthews (C)     | USA       | Toronto Maple Leafs                            | ZSC Lions (NLA)                      |
| 2.      | Patrik Laine (PK)       | Finsko    | Winnipeg Jets                                  | Tappara (SM-liiga)                   |
| 3.      | Pierre-Luc Dubois (LK)  | Kanada    | Columbus Blue Jackets                          | Cape Breton Screaming Eagles (QMJHL) |
| 4.      | Jesse Puljujärvi (PK)   | Finsko    | Edmonton Oilers                                | Kärpät Oulu (Liiga)                  |
| 5.      | Olli Juolevi (O)        | Finsko    | Vancouver Canucks                              | London Knights (OHL)                 |
| 6.      | Matthew Tkachuk (LK)    | USA       | Calgary Flames                                 | London Knights (OHL)                 |
| 7.      | Clayton Keller (C)      | USA       | Arizona Coyotes                                | NTDP (USHL)                          |
| 8.      | Alexander Nylander (LK) | Švédsko   | Buffalo Sabres                                 | Mississauga Steelheads (OHL)         |
| 9.      | Michail Sergačev (O)    | Rusko     | Montreal Canadiens                             | Windsor Spitfires (OHL)              |
| 10.     | Tyson Jost (C)          | Kanada    | Colorado Avalanche                             | Penticton Vees (BCHL)                |
| 11.     | Logan Brown (C)         | USA       | Ottawa Senators (od New Jersey)                | Windsor Spitfires (OHL)              |
| 12.     | Michael McLeod (C)      | Kanada    | New Jersey Devils (od Ottawy)                  | Mississauga Steelheads (OHL)         |
| 13.     | Jake Bean (O)           | Kanada    | Carolina Hurricanes                            | Calgary Hitmen (WHL)                 |
| 14.     | Charles McAvoy (O)      | USA       | Boston Bruins                                  | Boston Terriers (Hockey East)        |
| 15.     | Luke Kunin (C)          | USA       | Minnesota Wild                                 | Wisconsin Badgers (Big Ten)          |
| 16.     | Jakob Chychrun (O)      | Kanada    | Arizona Coyotes (od Detroitu)                  | Sarnia Sting (OHL)                   |
| 17.     | Dante Fabbro (O)        | Kanada    | Nashville Predators                            | Penticton Vees (BCHL)                |
| 18.     | Logan Stanley (O)       | Kanada    | Winnipeg Jets (od Philadelphie)                | Windsor Spitfires (OHL)              |
| 19.     | Kieffer Bellows (LK)    | USA       | New York Islanders                             | NTDP (USHL)                          |
| 20.     | Dennis Cholowski (O)    | Kanada    | Detroit Red Wings (od NY Rangers přes Arizonu) | Chilliwack Chiefs (BCHL)             |
| 21.     | Julien Gauthier (PK)    | Kanada    | Carolina Hurricanes (od Los Angeles)           | Val-d'Or Foreurs (QMJHL)             |
| 22.     | German Rubcov (C)       | Rusko     | Philadelphia Flyers (od Chicaga přes Winnipeg) | Rusko U18 (MHL)                      |
| 23.     | Henrik Borgström (C)    | Finsko    | Florida Panthers                               | HIFK JR.                             |
| 24.     | Max Jones (LK)          | USA       | Anaheim Ducks                                  | London Knights (OHL)                 |
| 25.     | Riley Tufte (LK)        | USA       | Dallas Stars                                   | Fargo Force (USHL)                   |
| 26.     | Tage Thompson (C)       | USA       | St. Louis Blues (od Washingtonu)               | Connecticut Huskies (Hockey East)    |
| 27.     | Brett Howden (C)        | Kanada    | Tampa Bay Lightning                            | Moose Jaw Warriors (WHL)             |
| 28.     | Lucas Johansen (O)      | Kanada    | Washington Capitals (od St. Louis)             | Kelowna Rockets (WHL)                |
| 29.     | Trent Frederic (C)      | USA       | Boston Bruins (od San Jose)                    | NTDP (USHL)                          |
| 30.     | Sam Steel (C)           | Kanada    | Anaheim Ducks (od Pittsburghu přes Toronto)    | Regina Pats (WHL)                    |

### 2. kolo
| Výběr # | Hráč                   | Národnost | Tým NHL                                                   | Z týmu                            |
| ------- | ---------------------- | --------- | --------------------------------------------------------- | --------------------------------- |
| 31.     | Jegor Korškov (PK)     | Rusko     | Toronto Maple Leafs                                       | Lokomotiv Jaroslavl (KHL)         |
| 32.     | Tyler Benson (LK)      | Kanada    | Edmonton Oilers                                           | Vancouver Giants (WHL)            |
| 33.     | Rasmus Asplund (C)     | Švédsko   | Buffalo Sabres (od Vancouveru přes Floridu)               | Färjestads BK (SHL)               |
| 34.     | Andrew Peeke (O)       | USA       | Columbus Blue Jackets                                     | Green Bay Gamblers (USHL)         |
| 35.     | Jordan Kyrou (C)       | Kanada    | St. Louis Blues (od Calgary)                              | Sarnia Sting (OHL)                |
| 36.     | Pascal Laberge (C)     | Kanada    | Philadelphia Flyers (od Winnipegu)                        | Victoriaville Tigres (QMJHL)      |
| 37.     | Libor Hájek (O)        | Česko     | Tampa Bay Lightning (od Arizony)                          | Saskatoon Blades (WHL)            |
| 38.     | Adam Mascherin (LK)    | Kanada    | Florida Panthers (od Buffala)                             | Kitchener Rangers (OHL)           |
| 39.     | Alex DeBrincat (PK)    | USA       | Chicago Blackhawks (od Montrealu)                         | Erie Otters (OHL)                 |
| 40.     | Cameron Morrison (LK)  | Kanada    | Colorado Avalanche (od Colorada přes San Jose)            | Youngstown Phantoms (USHL)        |
| 41.     | Nathan Bastian (PK)    | Kanada    | New Jersey Devils                                         | Mississauga Steelheads (OHL)      |
| 42.     | Jonathan Dahlén (C)    | Švédsko   | Ottawa Senators                                           | Timrå IK (Swe-2)                  |
| 43.     | Janne Kuokkanen (C/LK) | Finsko    | Carolina Hurricanes                                       | Kärpät Oulu (Liiga)               |
| 44.     | Boris Katchouk (LK)    | Kanada    | Tampa Bay Lightning (od Bostonu)                          | Sault Ste. Marie Greyhounds (OHL) |
| 45.     | Chad Krys (O)          | USA       | Chicago Blackhawks (od Minnesoty přes Buffala a Montreal) | NTDP (USHL)                       |
| 46.     | Givani Smith (PK)      | Kanada    | Detroit Red Wings                                         | Guelph Storm (OHL)                |
| 47.     | Samuel Girard (O)      | Kanada    | Nashville Predators                                       | Shawinigan Cataractes (QMJHL)     |
| 48.     | Carter Hart (B)        | Kanada    | Philadelphia Flyers                                       | Everett Silvertips (WHL)          |
| 49.     | Ryan Lindgren (O)      | USA       | Boston Bruins (od NY Islanders)                           | NTDP (USHL)                       |
| 50.     | Artur Kajumov (LK/PK)  | Rusko     | Chicago Blackhawks (od NY Rangers přes Carolinu)          | Rusko U18 (MHL)                   |
| 51.     | Kale Clague (O)        | Kanada    | Los Angeles Kings                                         | Brandon Wheat Kings (WHL)         |
| 52.     | Wade Allison (PK)      | Kanada    | Philadelphia Flyers (od Chicaga)                          | Tri-City Americans (WHL)          |
| 53.     | Filip Hronek (O)       | Česko     | Detroit Red Wings (od Arizony)                            | Mountfield HK (ELH)               |
| 54.     | Tyler Parsons (B)      | USA       | Calgary Flames (od Floridy)                               | London Knights (OHL)              |
| 55.     | Filip Gustavsson (B)   | Švédsko   | Pittsburgh Penguins (od Anaheimu přes Vancouver)          | Luleå HF (SHL)                    |
| 56.     | Dillon Dube (C)        | Kanada    | Calgary Flames (od Dallasu)                               | Kelowna Rockets (WHL)             |
| 57.     | Carl Grundström (PK)   | Švédsko   | Toronto Maple Leafs (od Washingtonu)                      | MODO Hockey (SHL)                 |
| 58.     | Taylor Raddysh (PK)    | Kanada    | Tampa Bay Lightning                                       | Erie Otters (OHL)                 |
| 59.     | Evan Fitzpatrick (B)   | Kanada    | St. Louis Blues                                           | Sherbrooke Phoenix (QMJHL)        |
| 60.     | Dylan Gambrell (C)     | USA       | San Jose Sharks                                           | Denverská Univerzita (NCAA)       |
| 61.     | Kasper Björkqvist (PK) | Finsko    | Pittsburgh Penguins (od Pittsburghu přes Toronto)         | Espoo Blues (Liiga)               |

### 3. kolo
| Výběr # | Hráč                   | Národnost | Tým NHL                                                                        | Z týmu                          |
| ------- | ---------------------- | --------- | ------------------------------------------------------------------------------ | ------------------------------- |
| 62.     | Joseph Woll (B)        | USA       | Toronto Maple Leafs                                                            | NTDP (USHL)                     |
| 63.     | Markus Niemeläinen (O) | Finsko    | Edmonton Oilers                                                                | Saginaw Spirit (OHL)            |
| 64.     | William Lockwood (PK)  | USA       | Vancouver Canucks (od Vancouveru přes NY Islanders, Buffalo a Pittsburgh)      | NTDP (USHL)                     |
| 65.     | Vitalij Abramov (PK)   | Rusko     | Columbus Blue Jackets                                                          | Gatineau Olympiques (QMJHL)     |
| 66.     | Adam Fox (O)           | USA       | Calgary Flames                                                                 | NTDP (USHL)                     |
| 67.     | Matt Filipe (LK)       | USA       | Carolina Hurricanes (od Winnipegu)                                             | Cedar Rapids RoughRiders (USHL) |
| 68.     | Cam Dineen (O)         | USA       | Arizona Coyotes                                                                | North Bay Battalion (OHL)       |
| 69.     | Cliff Pu (PK)          | Kanada    | Buffalo Sabres                                                                 | London Knights (OHL)            |
| 70.     | William Bitten (C)     | Kanada    | Montreal Canadiens                                                             | Flint Firebirds (OHL)           |
| 71.     | Josh Anderson (O)      | Kanada    | Colorado Avalanche                                                             | Prince George Cougars (WHL)     |
| 72.     | James Greenway (O)     | USA       | Toronto Maple Leafs (od New Jersey přes Pittsburgh)                            | NTDP (USHL)                     |
| 73.     | Joseph Anderson (PK)   | USA       | New Jersey Devils (od Ottawy)                                                  | NTDP (USHL)                     |
| 74.     | Hudson Elynuik (C)     | Kanada    | Carolina Hurricanes                                                            | Spokane Chiefs (WHL)            |
| 75.     | Jack Lafontaine (B)    | Kanada    | Carolina Hurricanes (od Bostonu)                                               | Janesville Jets (NAHL)          |
| 76.     | Rem Pitlick (C)        | Kanada    | Nashville Predators (od Minnesoty přes Floridu, New Jersey, Anaheim a Buffalo) | Muskegon Lumberjacks (USHL)     |
| 77.     | Connor Hall (O)        | Kanada    | Pittsburgh Penguins (od Detroitu přes New Jersey)                              | Kitchener Rangers (OHL)         |
| 78.     | Frederic Allard (O)    | Kanada    | Nashville Predators                                                            | Chicoutimi Sagueneens (QMJHL)   |
| 79.     | Luke Green (O)         | Kanada    | Winnipeg Jets (od Philadelphie)                                                | Saint John Sea Dogs (QMJHL)     |
| 80.     | Brandon Gignac (C)     | Kanada    | New Jersey Devils (od NY Islanders přes Ottawu)                                | Shawinigan Cataractes (QMJHL)   |
| 81.     | Sean Day (O)           | Kanada    | New York Rangers                                                               | Mississauga Steelheads (OHL)    |
| 82.     | Carsen Twarynski (LK)  | Kanada    | Philadelphia Flyers (od Los Angeles)                                           | Calgary Hitmen (WHL)            |
| 83.     | Wouter Peeters (B)     | Belgie    | Chicago Blackhawks                                                             | EC Red Bull Salzburg (EBEL)     |
| 84.     | Matthew Cairns (O)     | Kanada    | Edmonton Oilers (od Floridy)                                                   | Georgetown Raiders (OJHL)       |
| 85.     | Joshua Mahura (O)      | Kanada    | Anaheim Ducks                                                                  | Red Deer Rebels (WHL)           |
| 86.     | Casey Fitzgerald (O)   | USA       | Buffalo Sabres (od Dallasu)                                                    | Boston College (Hockey East)    |
| 87.     | Garrett Pilon (C)      | Kanada    | Washington Capitals (od Washingtonu přes St. Louis)                            | Kamloops Blazers (WHL)          |
| 88.     | Connor Ingram (B)      | Kanada    | Tampa Bay Lightning                                                            | Kamloops Blazers (WHL)          |
| 89.     | Linus Nässén (O)       | Švédsko   | Florida Panthers (od St. Louis přes Buffalo)                                   | Lulea HF (SHL)                  |
| 90.     | Fredrik Karlstrom (C)  | Švédsko   | Dallas Stars (od San Jose)                                                     | AIK IF (Swe-Jr)                 |
| 91.     | Filip Berglund (O)     | Švédsko   | Edmonton Oilers (od Pittsburghu)                                               | Skellefteå AIK (SHL)            |

### 4. kolo
| Výběr # | Hráč                   | Národnost | Tým NHL                                                      | Z týmu                            |
| ------- | ---------------------- | --------- | ------------------------------------------------------------ | --------------------------------- |
| 92.     | Adam Brooks (C)        | Kanada    | Toronto Maple Leafs                                          | Regina Pats (WHL)                 |
| 93.     | Jack Kopacka (LK)      | USA       | Anaheim Ducks (od Edmontonu)                                 | Sault Ste. Marie Greyhounds (OHL) |
| 94.     | Jonathan Ang (C)       | Kanada    | Florida Panthers (od Vancouveru)                             | Peterborough Petes (OHL)          |
| 95.     | Anatolij Golyšev (LK)  | Rusko     | New York Islanders (od Columbusu přes Chicago)               | Avtomobilist Jekatěrinburg (KHL)  |
| 96.     | Linus Lindström (C)    | Švédsko   | Calgary Flames                                               | Skellefteå AIK (SHL)              |
| 97.     | Jacob Cederholm (O)    | Švédsko   | Winnipeg Jets                                                | HV71 (SHL)                        |
| 98.     | Tarmo Reunanen (O)     | Finsko    | New York Rangers (od Arizony)                                | TPS Jr.                           |
| 99.     | Brett Murray (LK)      | Kanada    | Buffalo Sabres                                               | Carleton Place Canadians (CCHL)   |
| 100.    | Victor Mete (O)        | Kanada    | Montreal Canadiens                                           | London Knights (OHL)              |
| 101.    | Keaton Middleton (O)   | Kanada    | Toronto Maple Leafs (od Colorada)                            | Saginaw Spirit (OHL)              |
| 102.    | Michail Malcev (LK)    | Rusko     | New Jersey Devils                                            | Rusko U18 (MHL)                   |
| 103.    | Todd Burgess (LK)      | USA       | Ottawa Senators                                              | Fairbanks Ice Dogs (NAHL)         |
| 104.    | Max Zimmer (B)         | USA       | Carolina Hurricanes                                          | Chicago Steel (USHL)              |
| 105.    | Evan Cormier (B)       | Kanada    | New Jersey Devils (od Bostonu)                               | Saginaw Spirit (OHL)              |
| 106.    | Brandon Duhaime (PK)   | USA       | Minnesota Wild                                               | Tri-City Storm (USHL)             |
| 107.    | Alfons Malmström (O)   | Švédsko   | Detroit Red Wings                                            | Orebro Jr. (SWE)                  |
| 108.    | Hardy Haman-Aktell (O) | Švédsko   | Nashville Predators                                          | Skelleftea Jr. (SWE)              |
| 109.    | Connor Bunnaman (C)    | Kanada    | Philadelphia Flyers                                          | Kitchener Rangers (OHL)           |
| 110.    | Lucas Carlsson (O)     | Švédsko   | Chicago Blackhawks (od NY Islanders)                         | Brynäs IF (SHL)                   |
| 111.    | Noah Gregor (C)        | Kanada    | San Jose Sharks (od NY Rangers)                              | Moose Jaw Warriors (WHL)          |
| 112.    | Jacob Moverare (O)     | Švédsko   | Los Angeles Kings                                            | HV71 (SHL)                        |
| 113.    | Nathan Noel (C)        | Kanada    | Chicago Blackhawks                                           | Saint John Sea Dogs (QMJHL)       |
| 114.    | Riley Stillman (O)     | Kanada    | Florida Panthers                                             | Oshawa Generals (OHL)             |
| 115.    | Alex Dostie (C)        | Kanada    | Anaheim Ducks                                                | Gatineau Olympiques (QMJHL)       |
| 116.    | Rhett Gardner (C)      | Kanada    | Dallas Stars                                                 | Univerzita Severní Dakota (NCHC)  |
| 117.    | Damian Riat (LK)       | Švýcarsko | Washington Capitals                                          | HC Servette Ženeva (NLA)          |
| 118.    | Ross Colton (C)        | USA       | Tampa Bay Lightning                                          | Cedar Rapids RoughRiders (USHL)   |
| 119.    | Tanner Kaspick (C)     | Kanada    | St. Louis Blues                                              | Brandon Wheat Kings (WHL)         |
| 120.    | Otto Koivula (LK)      | Finsko    | New York Islanders (od San Jose přes Arizonu a Philadelphii) | Ilves (Liiga)                     |
| 121.    | Ryan Jones             | USA       | Pittsburgh Penguins                                          | Lincoln Stars (USHL)              |

### 5. kolo
| Výběr # | Hráč                      | Národnost | Tým NHL                                          | Z týmu                            |
| ------- | ------------------------- | --------- | ------------------------------------------------ | --------------------------------- |
| 122.    | Vladimir Bobylev (PK)     | Rusko     | Toronto Maple Leafs                              | Victoria Royals (WHL)             |
| 123.    | Dylan Wells (B)           | Kanada    | Edmonton Oilers                                  | Peterborough Petes (OHL)          |
| 124.    | Casey Staum (O)           | USA       | Montreal Canadiens (od Vancouveru)               | Hill-Murray Pioneers              |
| 125.    | Nolan Stevens (C)         | Kanada    | St. Louis Blues (od Columbusu)                   | Univerzita Northeastern (NCAA)    |
| 126.    | Mitchell Mattson (C)      | USA       | Calgary Flames                                   | Grand Rapids (High-MN)            |
| 127.    | Jordan Stallard (C)       | Kanada    | Winnipeg Jets                                    | Calgary Hitmen (WHL)              |
| 128.    | Colton Point (B)          | Kanada    | Dallas Stars (od Arizony)                        | Carleton Place Canadians (CCHL)   |
| 129.    | Philip Nyberg (O)         | Švédsko   | Buffalo Sabres                                   | Linkoping-jr. (SWE-jr.)           |
| 130.    | Vojtěch Budík (O)         | Česko     | Buffalo Sabres (od Montrealu)                    | Prince Albert Raiders (WHL)       |
| 131.    | Adam Werner (B)           | Švédsko   | Colorado Avalanche                               | Färjestads BK (SHL)               |
| 132.    | Jegor Rykov (O)           | Rusko     | New Jersey Devils                                | SKA-1948 (MHL)                    |
| 133.    | Maxime Lajoie (O)         | Kanada    | Ottawa Senators                                  | Swift Current Broncos (WHL)       |
| 134.    | Jeremy Helvig (B)         | Kanada    | Carolina Hurricanes                              | Kingston Frontenacs (OHL)         |
| 135.    | Joona Koppanen (LK)       | Finsko    | Boston Bruins                                    | Ilves-jr. (FIN-jr.)               |
| 136.    | Cameron Clarke (O)        | Kanada    | Boston Bruins (od Minnesoty)                     | Lone Star Brahmas (NAHL)          |
| 137.    | Jordan Sambrook (O)       | Kanada    | Detroit Red Wings                                | Erie Otters (OHL)                 |
| 138.    | Patrick Harper (C)        | USA       | Nashville Predators                              | Avon Old Farms (High-CT)          |
| 139.    | Linus Högberg (O)         | Švédsko   | Philadelphia Flyers                              | Vaxjo-jr. (SWE-jr.)               |
| 140.    | Cole Candella (O)         | Kanada    | Vancouver Canucks (od NY Islanders přes Floridu) | Hamilton Bulldogs (OHL)           |
| 141.    | Timothy Gettinger (LK)    | USA       | New York Rangers                                 | Sault Ste. Marie Greyhounds (OHL) |
| 142.    | Michael Eyssimont (C)     | USA       | Los Angeles Kings                                | St. Cloud State (NCAA)            |
| 143.    | Mathias From (LK/PK)      | Dánsko    | Chicago Blackhawks                               | Rögle BK-jr. (SWE-jr.)            |
| 144.    | Conner Bleackley (C)      | Kanada    | St. Louis Blues (od Floridy přes Chicago)        | Red Deer Rebels (WHL)             |
| 145.    | Beck Malenstyn (LK)       | Kanada    | Washington Capitals (od Anaheimu přes Toronto)   | Calgary Hitmen (WHL)              |
| 146.    | Nicholas Caamano (PK)     | Kanada    | Dallas Stars                                     | Flint Firebirds (OHL)             |
| 147.    | Axel Jonsson-Fjällby (LK) | Švédsko   | Washington Capitals                              | Djurgarden-jr. (SWE-jr.)          |
| 148.    | Christopher Paquette (C)  | Kanada    | Tampa Bay Lightning                              | Niagara IceDogs (OHL)             |
| 149.    | Graham McPhee (LK)        | USA       | Edmonton Oilers (od St. Louis)                   | NTDP (USHL)                       |
| 150.    | Manuel Wiederer (C)       | Germany   | San Jose Sharks                                  | Moncton Wildcats (QMJHL)          |
| 151.    | Niclas Almari (O)         | Finsko    | Pittsburgh Penguins                              | Jokerit Helsinky-jr. (FIN-jr.)    |

### 6. kolo
| Výběr # | Hráč                  | Národnost | Tým NHL                                  | Z týmu                           |
| ------- | --------------------- | --------- | ---------------------------------------- | -------------------------------- |
| 152.    | Jack Walker (O/Ú)     | USA       | Toronto Maple Leafs                      | Victoria Royals (WHL)            |
| 153.    | Aapeli Räsänen (C)    | Finsko    | Edmonton Oilers                          | Tappara-jr. (FIN-jr.)            |
| 154     | Jakob Stukel (LK)     | Kanada    | Vancouver Canucks                        | Calgary Hitmen (WHL)             |
| 155.    | Peter Thome (B)       | USA       | Columbus Blue Jackets                    | Aberdeen Wings (NAHL)            |
| 156.    | Eetu Tuulola (PK)     | Finsko    | Calgary Flames                           | Hämeenlinnan Pallokerho (Liiga)  |
| 157.    | Michail Berdin (B)    | Rusko     | Winnipeg Jets                            | Rusko U18 (MHL)                  |
| 158.    | Patrick Kudla (O)     | Kanada    | Arizona Coyotes                          | Oakville Blades (OJHL)           |
| 159.    | Brandon Hagel (LW)    | Kanada    | Buffalo Sabres                           | Red Deer Rebels (WHL)            |
| 160.    | Michael Pezzetta (C)  | Kanada    | Montreal Canadiens                       | Sudbury Wolves (OHL)             |
| 161.    | Nathan Clurman (D)    | USA       | Colorado Avalanche                       | Culver Eagles (US-IN HS)         |
| 162.    | Jesper Bratt (LK/PK)  | Švédsko   | New Jersey Devils                        | AIK (Swe-2)                      |
| 163.    | Markus Nurmi (PK/LK)  | Finsko    | Ottawa Senators                          | TPS (Liiga)                      |
| 164.    | Noah Carroll (O)      | Kanada    | Carolina Hurricanes                      | Guelph Storm (OHL)               |
| 165.    | Oskar Steen (C)       | Švédsko   | Boston Bruins (od Bostonu přes Colorado) | Farjestad-jr. (SWE-jr.)          |
| 166.    | Matthew Phillips (C)  | Kanada    | Calgary Flames (od Minnesoty)            | Victoria Royals (WHL)            |
| 167.    | Filip Larsson (B)     | Švédsko   | Detroit Red Wings                        | Djurgarden-jr. (SWE-jr.)         |
| 168.    | Konstantin Volkov (B) | Rusko     | Nashville Predators                      | SKA-1948 (RUS-jr.)               |
| 169.    | Tanner Laczynski (C)  | USA       | Philadelphia Flyers                      | Lincoln Stars (USHL)             |
| 170.    | Collin Adams (LK)     | USA       | New York Islanders                       | Muskegon Lumberjacks (USHL)      |
| 171.    | Gabriel Fontaine (C)  | Kanada    | New York Rangers                         | Rouyn-Noranda Huskies (QMJHL)    |
| 172.    | Anthony Salinitri (C) | Canada    | Philadelphia Flyers (od Los Angeles)     | Sarnia Sting (OHL)               |
| 173.    | Blake Hillman (O)     | USA       | Chicago Blackhawks                       | Denver Pioneers (NCAA)           |
| 174.    | Tyler Wall (B)        | Kanada    | New York Rangers (od Floridy)            | Leamington Flyers (GOJHL)        |
| 175.    | Maxim Mamin (C/PK)    | Rusko     | Florida Panthers (od Anaheimu)           | CSKA Moskva (KHL)                |
| 176.    | Jakob Stenqvist (O)   | Švédsko   | Dallas Stars                             | Modo-jr. (SWE-jr.)               |
| 177.    | Chase Priskie (O)     | USA       | Washington Capitals                      | Quinnipiac Bobcats (NCAA)        |
| 178.    | Oleg Sosunov (O)      | Rusko     | Tampa Bay Lightning                      | Loko Yaroslavl (MHL)             |
| 179.    | Nicolas Mattinen (O)  | Canada    | Toronto Maple Leafs (od St. Louis)       | London Knights (OHL)             |
| 180.    | Mark Shoemaker (O)    | Kanada    | San Jose Sharks                          | North Bay Battalion (OHL)        |
| 181.    | Joe Masonius (O)      | USA       | Pittsburgh Penguins                      | University of Connecticut (NCAA) |

### 7. kolo
| Výběr # | Hráč                            | Národnost | Tým NHL                                        | Z týmu                       |
| ------- | ------------------------------- | --------- | ---------------------------------------------- | ---------------------------- |
| 182.    | Nikolaj Čebykin (LK)            | Rusko     | Toronto Maple Leafs                            | MVD Balašicha (RUS)          |
| 183.    | Vincent Desharnais (O)          | Kanada    | Edmonton Oilers                                | Providence College (NCAA)    |
| 184.    | Rodrigo Ābols (C)               | Lotyšsko  | Vancouver Canucks                              | Portland Winterhawks (WHL)   |
| 185.    | Calvin Thurkauf (C)             | Švýcarsko | Columbus Blue Jackets                          | Kelowna Rockets (WHL)        |
| 186.    | Stepan Falkovskij (O)           | Bělorusko | Calgary Flames                                 | Ottawa 67's (OHL)            |
| 187.    | Arvid Henrikson (O)             | Švédsko   | Montreal Canadiens (od Winnipegu)              | AIK U18 (J18 Elit)           |
| 188.    | Dean Stewart (O)                | Kanada    | Arizona Coyotes                                | Portage Terriers (MJHL)      |
| 189.    | Austin Osmanski (O)             | USA       | Buffalo Sabres                                 | Mississauga Steelheads (OHL) |
| 190.    | Vasilij Glotov (C)              | Rusko     | Buffalo Sabres (od Montrealu)                  | Lvy St. Petersburg (RUS-jr.) |
| 191.    | Travis Barron (LK)              | Kanada    | Colorado Avalanche                             | Ottawa 67's (OHL)            |
| 192.    | Jeremy Davies (O)               | Kanada    | New Jersey Devils                              | Bloomington Thunder (USHL)   |
| 193.    | Nick Pastujov (LK)              | USA       | New York Islanders (od Ottawy)                 | NTDP (USHL)                  |
| 194.    | Brett McKenzie (C)              | Kanada    | Vancouver Canucks (od Caroliny)                | North Bay Battalion (OHL)    |
| 195.    | Benjamin Finkelstein (O)        | USA       | Florida Panthers (od Bostonu)                  | Kimball Union (US-East)      |
| 196.    | Dmitrij Sokolov (PK)            | Rusko     | Minnesota Wild                                 | Sudbury Wolves (OHL)         |
| 197.    | Mattias Elfström (LK)           | Švédsko   | Detroit Red Wings                              | Malmö Redhawks-jr. (SWE-jr.) |
| 198.    | Adam Smith (O)                  | Kanada    | Nashville Predators                            | Bowling Green (NCAA)         |
| 199.    | David Bernhardt (O)             | Švédsko   | Philadelphia Flyers                            | Djurgarden-jr. (SWE-jr.)     |
| 200.    | David Quenneville (O)           | Kanada    | New York Islanders                             | Medicine Hat Tigers (WHL)    |
| 201.    | Ty Ronning (PK)                 | Kanada    | New York Rangers                               | Vancouver Giants (WHL)       |
| 202.    | Jacob Friend (O)                | Kanada    | Los Angeles Kings                              | Owen Sound Attack (OHL)      |
| 203.    | Jake Ryczek (O)                 | USA       | Chicago Blackhawks                             | Waterloo Black Hawks (USHL)  |
| 204.    | Brayden Chizen (O)              | Kanada    | Minnesota Wild (od Floridu)                    | Kelowna Rockets (WHL)        |
| 205.    | Tyler Soy (C)                   | Kanada    | Anaheim Ducks                                  | Victoria Royals (WHL)        |
| 206.    | Otto Somppi (C)                 | Finsko    | Tampa Bay Lightning (od Dallasu přes Edmonton) | Halifax Mooseheads (QMJHL)   |
| 207.    | Dimitrij Zajcev (O)             | Rusko     | Washington Capitals                            | WBS Knights (NAHL)           |
| 208.    | Ryan Lohin (C)                  | USA       | Tampa Bay Lightning                            | Waterloo Black Hawks (USHL)  |
| 209.    | Nikolaj Krag Christensen (C/LK) | Dánsko    | St. Louis Blues                                | Rødovre Mighty Bulls (DEN)   |
| 210.    | Joachim Blichfeld (LK/PK)       | Dánsko    | San Jose Sharks                                | Malmo-jr. (SWE-jr.)          |
| 211.    | Filip Helt (LK)                 | Česko     | St. Louis Blues (od Pittsburgh)8               | Litvínov-jr. (CZE-jr.)       |

## Draftovaní podle národnosti
| Pořadí | Země            | Počet | Podíl v % |
|        | Severní Amerika | 141   | 66,8%     |
| ------ | --------------- | ----- | --------- |
| 1.     | Kanada          | 89    | 42,2%     |
| 2.     | USA             | 52    | 24,6%     |
|        | Evropa          | 70    | 33,2%     |
| 3.     | Švédsko         | 25    | 11,8%     |
| 4.     | Rusko           | 17    | 8,1%      |
| 5.     | Finsko          | 15    | 7,1%      |
| 6.     | Česko           | 4     | 1,9%      |
| 7.     | Dánsko          | 3     | 1,4%      |
| 8.     | Švýcarsko       | 2     | 0,9%      |
| 9.     | Bělorusko       | 1     | 0,5%      |
|        | Německo         | 1     | 0,5%      |
|        | Belgie          | 1     | 0,5%      |
|        | Lotyšsko        | 1     | 0,5%      |